# Битка код Сиботе
Битка код Сиботе одвијала се 433. п. н. е. између Керкире (Крф) и Коринта. Битка је довела до Пелопонеског рата.
Керкира је била стара коринтска колонија, која више није желела да остане под Коринтом. Керкира је по морнарици била друга по јачини у целој Грчкој. Удружила се са Атином, док је Коринт био савезник Спарте. Атина је послала 10 бродова као помоћ Керкири, али са упутством да се употребе само у случају искрцавања коринтских снага. Коринт је сакупио 150 бродова под командом Ксеноклида.
Керкира је скупила 110 бродова и одабрали су острво Сибота као своју базу. Кад су Коринтски бродови стигли, Керкирани су формирали линију, са Атињанима надесно. У Коринтској линији налазили су се Мегарани надесно, Коринћани налево, а остали савезници у средини.
Обе стране су имале на бродовима хоплите са стрелцима.
Уместо да бродовима нападају и покушају тако потопити противнички брод, обе стране су настојале да скоче на противнички брод и да воде копнени рат на мору. Атински бродови у почетку нису ушли у битку, јер се Коринћани нису још настојали искрцати.
Двадесет керкириних бродова је уништило коринтско десно крило и гањало је Коринћане до обале и кампа, којега су запалили.
Коринтско лево крило је било успешније, па су се Атињани укључили у битку.
Међутим Коринћани побеђују. Плове крај свих потопљених непријатељских бродова и убијају многе и заробљавају 1250 војника.
Керкирани и Атињани беже натраг да бране острво. Кад су се Коринћани приближили Керкири, дошло је 20 атинских бродова под командом Глаукона. Коринћани се повлаче. Следећег дана Атињани прете Коринћанима да не покушају искрцавање. Коринћани се повлаче.
Обе стране су тврдиле да су победиле. Убрзо после битке уследила је битка код Потидеје, што је довело до формалне објаве рата са Спартом.